# Saint-Léger-sur-Roanne
 Saint-Léger-sur-Roanne  es una población y comuna francesa, situada en la región de Ródano-Alpes, departamento de Loira, en el distrito de Roanne y cantón de Roanne-Sud.

## Demografía
| 535 | 578 | 712 | 859 | 947 | 943 |
| Para los censos de 1962 a 1999 la población legal corresponde a la población sin duplicidades (Fuente: INSEE [Consultar]) |     |     |     |     |     |